# Dušan Poček
Dušan Poček (Beograd, 16. svibnja 1932. - Beograd, 18. ožujka 2014.) bio je srbijanski filmski i televizijski glumac. 

## Životopis
Rođen je 16. svibnja 1932. godine u Beogradu. Široj publici prvi put se predstavio 1960. u maloj ulozi u filmu Vojislava Nanovića "Bolje je umeti", u kojem su glavne uloge igrali Pavle Vuisić i Milena Dravić. Uloga po kojoj ga publika najbolje pamti jeste ona Jezdimira Uskokovića u seriji Bolji život. 
Glumio je u brojnim serijama i filmovima kao što su Put oko sveta, Bokseri idu u raj, Ljubav na seoski način, Salaš u malom ritu, Više od igre, Vruć vetar, Kamiondžije... 
Posljednje televizijske uloge ostvario je u serijama Šešir profesora Koste Vujića i Montevideo, Bog te video. 
Poček je isprva studirao medicinu i pred sam kraj tih studija upisuje Akademiju za pozorišnu umjetnost u Beogradu. Odmah po završetku Akademije došao je u Beogradsko dramsko pozorište čiji je član bio do umirovljenja. Na sceni Beogradskog dramskog pozorišta odigrao je čitav niz uloga od kojih je najpoznatija uloga Jovice Ježa u “Nikoletini Bursaću”, predstavi koja je izvedena preko 400 puta.
Preminuo je 18. ožujka 2014. u Beogradu.